# デジタル射撃
デジタル射撃（デジタルしゃげき）とは、日本ライフル射撃協会とNECパーソナルプロダクツが共同開発した最新式の射撃競技で、実体弾の代わりに微弱な赤外線レーザー光線を使い、競技を行うもの。国体種目。
ルールは夏季オリンピックのエア・ピストル種目とエア・ライフル種目に準拠している。最新の電子工学技術を使うことで、空気銃同等の精密さで競技を行なうことができる。競技種目の形式としては、旧来のキセノンランプ式のビームライフルと並んで、「ビーム・ライフル射撃競技（デジタル・ライフル使用）」という扱いになっている。
2007年（平成19年）の秋田わか杉国体から、ピストル種目が国民体育大会正式種目となった。2011年（平成23年）の山口国体では、旧型のビームピストルが廃止されてデジタル射撃に一本化された。
日本ライフル射撃協会にデジタル射撃部会があり、銃砲刀剣類所持等取締法（銃刀法）の適用を受けず誰でも楽しめることから、積極的に普及に努めている。松丸喜一郎常務理事普及委員長はマスコミの取材に答えて「今後はオリンピックでの採用も視野に入れながら競技人口を増やしていきたい。また、ライフル射撃の競技人口を増加させ、有望な選手の発掘を進め、国際的な選手の育成を図ることができれば」と述べているが、部品調達の問題からNECは2010年にターゲットの製造を終了し、互換製品の開発も発表されていない。

## 試合
現在年4回のデジタル・スポーツシューティング大会のほか、全国競技会、全日本選手権大会、国民体育大会においてピストル種目の試合が行なわれている。
- 第3回全日本選手権大会（平成17年度）　優勝者　男子 副島省吾　　女子 阿部あや子
- 第4回全日本選手権大会（平成18年度）　優勝者　男子 高橋謙次　　女子 吉田美紀子
- 第5回全日本選手権大会（平成19年度）　優勝者　男子 遠藤和哉　　女子 北澤裕子
- 第6回全日本選手権大会（平成20年度）　優勝者　男子 篠田大輔　　女子 奥田有香